# Блажа
Блажа је насељено мјесто у општини Вареш, Босна и Херцеговина.

## Становништво
|        | 2013.      | 1991.       |
| Укупно | 0 (0,000%) | 72 (100,0%) |
| Срби   | –          | 66 (91,67%) |
| Остали | –          | 5 (6,944%)  |
| Хрвати | –          | 1 (1,389%)  |